# Всероссийская чрезвычайная комиссия по борьбе с контрреволюцией и саботажем

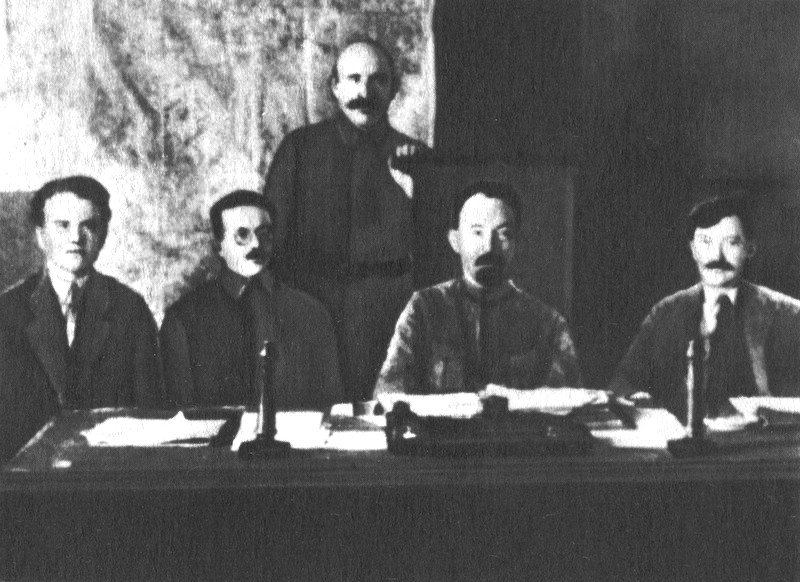
Члены коллегии ВЧК (слева направо) Яков Петерс, Иосиф Уншлихт, Абрам Беленький (стоит), Феликс Дзержинский, Вячеслав Менжинский, 1921 г.

Всероссийская чрезвычайная комиссия по борьбе с контрреволюцией и саботажем при Совете народных комиссаров РСФСР (ВЧК при СНК РСФСР) — специальный орган безопасности Советского государства. Комиссия была создана 7 (20) декабря 1917 года. Упразднена 6 февраля 1922 года с передачей полномочий ГПУ при НКВД РСФСР.
ВЧК, являясь ведомством по защите государственной безопасности РСФСР, «руководящим органом борьбы с контрреволюцией на территории всей страны», а также одним из институтов «диктатуры пролетариата», была основным инструментом реализации красного террора — комплекса карательных мер, проводившихся большевиками в ходе Гражданской войны на территории бывшей Российской империи в отношении классовых врагов, в том числе против лиц, обвинявшихся в контрреволюционной деятельности.
Согласно Роберту Конквесту, всего по приговорам ревтрибуналов и внесудебных заседаний ЧК в 1917—1922 годах было расстреляно 140 тысяч человек. Один из исследователей истории советских спецслужб, полковник Олег Борисович Мозохин, на основании архивных данных подверг критике это число. По его словам, «со всеми оговорками и натяжками число жертв органов ВЧК можно оценивать в размере никак не более 50 тыс. человек». Комиссия имела территориальные подразделения для борьбы с контрреволюцией на местах.
От сокращения «ЧК» произошло слово «чекист».

## Задачи ВЧК

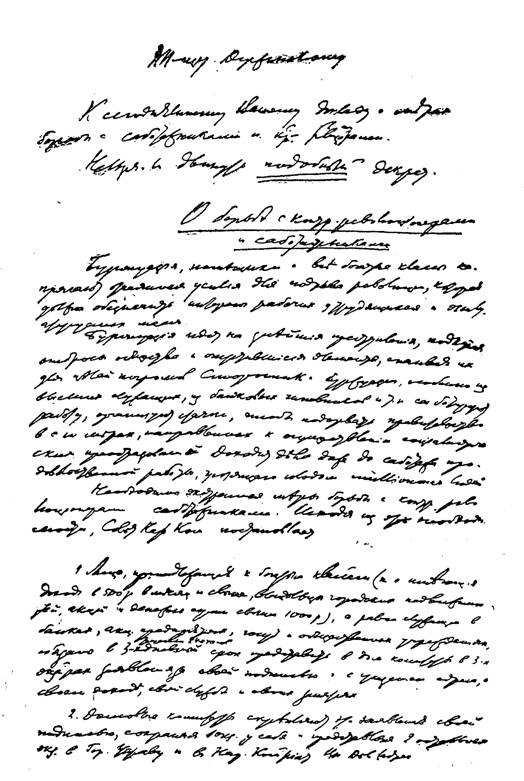
Первая страница записки Ленина Дзержинскому с проектом декрета по борьбе с контрреволюцией и саботажем

В. И. Ленин, главный идеолог её формирования, называл Всероссийскую чрезвычайную комиссию, без которой «власть трудящихся существовать не может, пока будут существовать на свете эксплуататоры…», «нашим разящим орудием против бесчисленных заговоров, бесчисленных покушений на Советскую власть со стороны людей, которые были бесконечно сильнее нас».
С 27 января 1921 года в число задач этого ведомства входила ликвидация беспризорности и безнадзорности среди детей.

## Структура ВЧК

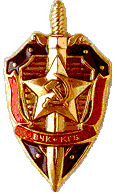
Памятный знак ВЧК-КГБ

С 22 декабря 1917 по март 1918 года ВЧК располагалась в Петрограде на Гороховой улице, дом 2 (ныне Музей политической полиции России).
Управленческий аппарат ВЧК возглавляла коллегия. Руководящим органом был Президиум ВЧК во главе с Председателем Президиума ВЧК, который имел двух заместителей, документооборот обеспечивали два личных секретаря.
В аппарате ВЧК имелись следующие отделы и подразделения:
- по борьбе с контрреволюцией;
- иностранный отдел (20 декабря 1920 года);
- контрразведывательный отдел;
- отдел международных связей;
- по борьбе со спекуляцией;
- по борьбе с преступлениями по должности;
- тюремный отдел;
- иногородний отдел;
- организационный отдел;
- железнодорожный отдел (с 27 июля 1918 года);
- военный отдел (с 27 июля 1918 года);
- отдел по борьбе «с враждебной деятельностью церковников» (с февраля 1919 года), впоследствии — 6-е отделение Секретного отдела ВЧК[8][9];
- 8-й специальный отдел по шифрованию и дешифровке (с 5 мая 1921 года);
- комиссия по борьбе с контрабандой (с 8 декабря 1921 года).

В декабре 1917 года аппарат ВЧК насчитывал 40 человек, в марте 1918 года — 120 сотрудников.
В феврале 1919 года был создан Секретный отдел. К 1921 году Секретный отдел состоял из 9 отделений.
В марте 1918 года центральный аппарат ВЧК был вместе с советским правительством переведён в Москву. С 1919 года занимал здание страхового общества «Россия» (Здание органов госбезопасности на Лубянке).

### Территориальные и специализированные подразделения
Территориальные органы по борьбе с контрреволюцией, спекуляцией и саботажем в ряде мест на начальном этапе назывались Чрезвычайными комитетами. С увеличением штата сотрудников и появлением новых отделов эти комитеты переименовывались в чрезвычайные комиссии. В 1918 году насчитывалось 40 губернских (известных как ГубЧК) и 365 уездных чрезвычайных комиссий. ГубЧК разделялись на отделы:
- борьбы с контрреволюцией;
- борьбы со спекуляцией;
- борьбы с преступлениями по должности;
- иногородний;
- железнодорожный.

С августа 1918 года функционируют пограничные, железнодорожные и водно-транспортные органы ВЧК. На крупных железнодорожных пунктах создавались районные, участковые чрезвычайные комиссии (ЧК), которые подчинялись губернским комиссиям.
Органы ВЧК в Красной Армии были созданы в конце 1918 года для организации борьбы с контрреволюцией в армии и в прифронтовой полосе, шпионажем, а также проведения разведки в тылу неприятеля. До 21 февраля 1919 года действовали фронтовые и армейские ЧК, которые с 21 февраля 1919 года были реорганизованы в Особые отделы по борьбе со шпионажем и контрреволюцией в частях и учреждениях Красной Армии.

## Полномочия
Первоначально функции и полномочия ВЧК были определены довольно неточно, что к примеру, отражено в докладе Ф. Э. Дзержинского 7 декабря 1917 года, где было им сказано: «Комиссия ведёт только предварительное расследование, поскольку это нужно для пресечения».
C момента своего образования ВЧК приобретает законодательные (прямое участие в разработке законодательства), судебные (судопроизводство) и исполнительные (разведывательная, оперативная и следственная работа) функции в одном ведомстве. В административном порядке применяются прямые меры воздействия, которые первоначально являлись довольно мягкими: лишение контрреволюционеров продовольственных карточек, составление и опубликование списков врагов народа, конфискация контрреволюционного имущества и ряд других.
С началом гражданской войны ВЧК получает чрезвычайные полномочия, меры согласно которым принимались по отношению к контрреволюционерам и саботажникам, лицам, замеченным в спекуляции и бандитизме.

Начиная с первых казней красных, захваченных в плен белыми, убийств Володарского и Урицкого и покушения на Ленина (летом 1918 года), обычай арестовывать и зачастую казнить заложников стал всеобщим и был легализован. Чрезвычайная комиссия по борьбе с контрреволюцией, спекуляцией и саботажем, производившая массовые аресты подозрительных, имела склонность самолично определять их участь, под формальным контролем партии, но фактически без чьего-либо ведома.— 1919—1920 г.:100
В то же время сам факт контрреволюционности мог быть истолкован двояко, поскольку само разъяснение данного термина было довольно неточным:
всякие выступления, независимо от поводов, по которым они возникли, против Советов, или их исполнительных комитетов, или отдельных советских учреждений
Такое определение контрреволюционным выступлениям даёт Постановление Кассационного отдела ВЦИК от 6 ноября 1918 г.
17 апреля 1920 года в секретном порядке было принято «Циркулярное письмо ВЧК № 4 о взаимоотношениях чрезвычайных комиссий с трибуналами», где в частности содержится такая рекомендация:

ВЧК доводит одновременно до сведения товарищей, что для трибуналов вырабатывается особая инструкция [о] так называемом «упрощённом порядке рассмотрения» дел, которая, будучи строго построена на основании статей опубликованного закона, но когда всё судопроизводство будет сведено к прочтению обвинительного заключения, допросу обвиняемого и вынесению приговора.— фрагмент 
Предварило упразднение ВЧК выступление В. И. Ленина 23 декабря 1921 года на IX Всероссийском съезде Советов:

…та обстановка, которая у нас создалась, повелительно требует ограничить это учреждение сферой чисто политической, …необходимо подвергнуть ВЧК реформе, определить её функции и компетенцию и ограничить её работу задачами политическими…— фрагмент :328

## Особые полномочия
- С 21 февраля 1918 года — согласно Декрету СНК РСФСР «Социалистическое Отечество в опасности!», ведомство впервые получило карательные полномочия. В принятом документе, помимо прочего, указывалось следующее:

«Неприятельские агенты, спекулянты, громилы, хулиганы, контрреволюционные агитаторы, германские шпионы расстреливаются на месте преступления.»
На практике же до июля 1918 года расстрелы по решению официальных органов правосудия ВЧК применяла сравнительно редко, например в отношении наиболее социально опасных лиц, занимающихся бандитизмом и крупных спекулянтов, пока не используя данную норму в отношении политических преступников. Так, за первую половину 1918 года было расстреляно 22 человека. Однако, вне официальной правовой позиции на местах практиковалась смертная казнь в отношении других категорий преступников, что не всегда поддерживалось центральными органами. Так, 17 июня 1918 года на заседании пленума ЦИК Кубано-Черноморской республики было объявлено об аресте и предании суду членов Чрезвычайной следственной комиссии, по решению которой было расстреляно во внесудебном порядке 77 обвиняемых в контрреволюционном движении.
- C 5 сентября 1918 года — право непосредственной ликвидации шпионов, диверсантов, иных нарушителей «революционной законности»[5]. Права и обязанности на расстрел «всех лиц, прикосновенных к белогвардейским организациям, заговорам и мятежам»[20] и на непосредственное осуществление красного террора.

Декрет ВЦИК от 20 июня 1919 г. «Об изъятии из общей подсудности в местностях, объявленных на военном положении», наделяет органы ЧК правом непосредственного расстрела лиц, принимавших участие в поджогах, взрывах, умышленном повреждении железнодорожных путей и иных действиях с контрреволюционными намерениями, опубликован 22 июня 1919 г. в «Известиях ВЦИК»:295,296. 23 июня ВЧК выпустила Приказ № 174 с разъяснением вышедшего постановления ВЦИК.
Постановление ВЦИК и СНК от 17 января 1920 г. об отмене применения высшей меры наказания (расстрела) по приговорам ВЧК и городских, губернских и Верховного трибуналов:104–105, подписанное Лениным и Дзержинским, было омрачено самовольной ночной ликвидацией заключённых, ЧК Петрограда и Москвы до вступления документа в силу:124,247. Отмена действовала недолго, 28 января 1920 года Дзержинский отправляет секретную телеграмму всем прифронтовым ЧК об их правах «непосредственной расправы, то есть расстрела за преступления, упомянутые в постановлении ВЦИК от 22 июня 1919 года», 12 февраля направляет телеграмму Бокию о нераспространении отмены на Туркестан, а при начале польской интервенции 6 марта 1920 года в Белоруссии уже 7 марта телеграммы особым отделам фронтов и армий, включая гражданские трибуналы, о наделении правом расстрела.
2 января 1922 года в связи с нестабильным положением в Сибири Дзержинский просит полномочия, равные верховному судье, с телефонограммой во ВЦИК о расширении полномочий председателя ВЧК до получения личного права санкции приговоров всех трибуналов.

## Результаты деятельности
- Выявление и ликвидация крупных подпольных организаций («Союз защиты Родины и Свободы», «Всероссийский национальный центр»), ликвидированы заговоры иностранных разведывательных и специализированных служб[10].

## Ликвидация
Ленин настаивал на смене названия ВЧК, чтобы чрезвычайный орган времён Гражданской войны не ассоциировался с новым ведомством мирного времени. 23 января 1922 года Политбюро приняло постановление о реорганизации ВЧК в Государственное политическое управление при Наркомате внутренних дел — на основании этого решения 6 февраля 1922 года ВЦИК принял декрет «Об упразднении Всероссийской чрезвычайной комиссии и о правилах производства обысков, выемок и арестов».

## Критика
При обсуждении Центральным комитетом РКП(б) вопросов о внесении изменений в законодательные акты, регламентирующие деятельность ВЧК, 25 октября 1918 года ряд делегатов партии осудил «полновластие организации, ставящей себя не только выше Советов, но и выше самой партии», в то же время Бухарин, Ольминский и нарком внутренних дел Петровский потребовали устранения в деятельности ВЧК «произвола организации, напичканной преступниками, садистами и разложившимися элементами люмпен-пролетариата», Каменев, в качестве председателя комиссии политического контроля был более радикален, предложив крайнюю меру — фактическое упразднение ВЧК как структуры.
В. И. Ленин сделал заявление о полной поддержке и защите этого ведомства, «подвергшейся, за некоторые свои действия, несправедливым обвинениям со стороны ограниченной интеллигенции, … неспособной взглянуть на вопрос террора в более широкой перспективе», а ЦК РКП(б) по его предложению издаёт Постановление от 19 декабря 1918 года, юридически закрепив запрет любой критики в отношении деятельности ВЧК:

На страницах партийной и советской печати не может иметь место злостная критика советских учреждений, как это имело место в некоторых статьях о деятельности ВЧК, работы которой протекают в особо тяжёлых условиях.
Дзержинский был в курсе масштаба недовольства полномочиями и работой ведомства, что отразил в официальных документах:

Уважаемые товарищи!

До последнего времени к нам не перестают поступать заявления о том, что провинциальные ЧК, несмотря на все наши приказы, арестовывают <или, грубо выражаясь, преследуют> лиц, абсолютно ничем не вредных Республике или ещё хуже наших же товарищей и друзей. Такие явления создают вполне законное недовольство всем аппаратом ВЧК и её местных органов. Причины таких действий, по нашему убеждению, кроются в том, что не все наши ЧК вполне осознали изменившуюся обстановку жизни нашей Республики. Если год или полгода тому назад, в период острой гражданской войны, мы вынуждены были, не останавливаясь перед единичными ошибками, совершать массовые операции, массовые аресты, если мы раньше должны были решительно изолировать каждого <хотя бы даже и не открытого> нашего противника, то в настоящее время, когда внутренняя контрреволюция на 9/10 разгромлена, в этом нужды нет. Наши методы должны измениться…
— Дзержинский Ф.Э. отрывок из Проекта циркулярного письма о порядке производства арестов и задачах ВЧК от 23 марта 1920 г.
Кибальчич, радикальный критик создания ЧК, по его словам «инквизиции с тайными процедурами»:462, но при этом активно работавший с ней, упоминал, что упразднение ведомства было главным требованием меньшевиков:93, за которыми Дзержинский приказал 17 марта 1919 года установить слежку и «забирать заложников из ихней среды», а 2 мая 1920 года «судить на месте с отправкой в Москву»:

Для меня, как и для многих, было очевидным, что упразднение ЧК, восстановление обычных судов и права на защиту отныне становилось условием внутреннего спасения революции. Но мы ничего не могли сделать. Политбюро, в которое тогда входили Ленин, Троцкий, Зиновьев, Каменев, Рыков и Бухарин, ставило вопрос, но не осмеливалось решить его, само страдая, без сомнения, от психоза страха и всевластия.— 1919–1920 г.:124-125
В резолюции XI Всероссийской партийной конференции РКП(б), проходившей с 19 по 22 декабря 1921 года, была поднята проблема ограничения полномочий ВЧК, которая послужила основой последующему выступлению Ленина об ограничении:

Новые формы отношений, созданные в процессе революции на почве проводимой властью экономполитики, должны получить своё выражение в законе и защиту в судебном порядке… Судебные учреждения Советской республики должны быть подняты на соответствующую высоту. Компетенция и круг деятельности ВЧК и её органов должны быть соответственно сужены и сама она реорганизована:472.

В своей книге «Мое дальнейшее разочарование в России» Эмма Гольдман отмечает:

Порочность ЧК была общеизвестна. Людей расстреливали за мелкие правонарушения, а тех, кто мог себе позволить давать взятки, освобождали даже после смертного приговора.

Говоря о сталинских репрессиях, президент В. Путин осудил и карательную деятельность ВЧК, не озвучивая прямо некоторые термины (включая чрезвычайные комиссии и Красный террор):

…Достаточно вспомнить расстрелы заложников во время Гражданской войны, уничтожение целых сословий, духовенства, раскулачивание крестьянства, уничтожение казачества. Такие трагедии повторялись в истории человечества не однажды. И всегда это случалось тогда, когда привлекательные на первый взгляд, но пустые на поверку идеалы ставились выше основной ценности — ценности человеческой жизни, выше прав и свобод человека. Для нашей страны это особая трагедия. Потому что масштаб колоссальный. Ведь уничтожены были, сосланы в лагеря, расстреляны, замучены сотни тысяч, миллионы человек. Причём это, как правило, люди со своим собственным мнением. Это люди, которые не боялись его высказывать. Это наиболее эффективные люди. Это цвет нации. И, конечно, мы долгие годы до сих пор ощущаем эту трагедию на себе. Многое нужно сделать для того, чтобы это никогда не забывалось.— интервью газете «Труд»

## Репрессии сотрудников ВЧК
Сталин продолжил традицию проведения репрессий, но применил их и по отношению к сотрудникам репрессивных органов. В результате проводившейся «чистки» были расстреляны, в частности, бывшие руководящие сотрудники ВЧК, считавшиеся «соратниками Дзержинского»: А. X. Артузов, Г. И. Бокий, Я. Х. Давтян, Р. П. Катанян,
М. Я. Лацис, М. С. Кедров, В. Н. Манцев, Г. С. Мороз, И. П. Павлуновский, Я. X. Петерс, М. А. Трилиссер, И. С. Уншлихт, В. В. Фомин, Г. Г. Ягода.

## Документы и награды ВЧК

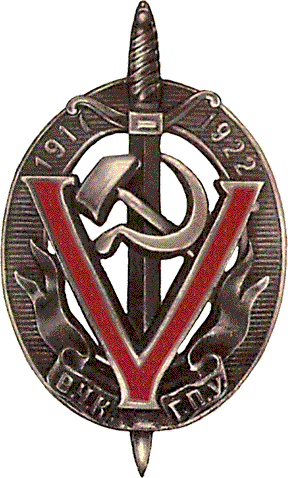
«Почётный чекист». Нагрудный знак 5 лет ВЧК-ОГПУ, 1923
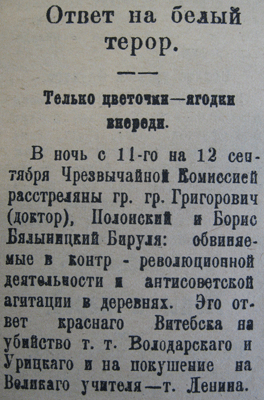
Объявление о расстрелах Витебской ЧК. 1918
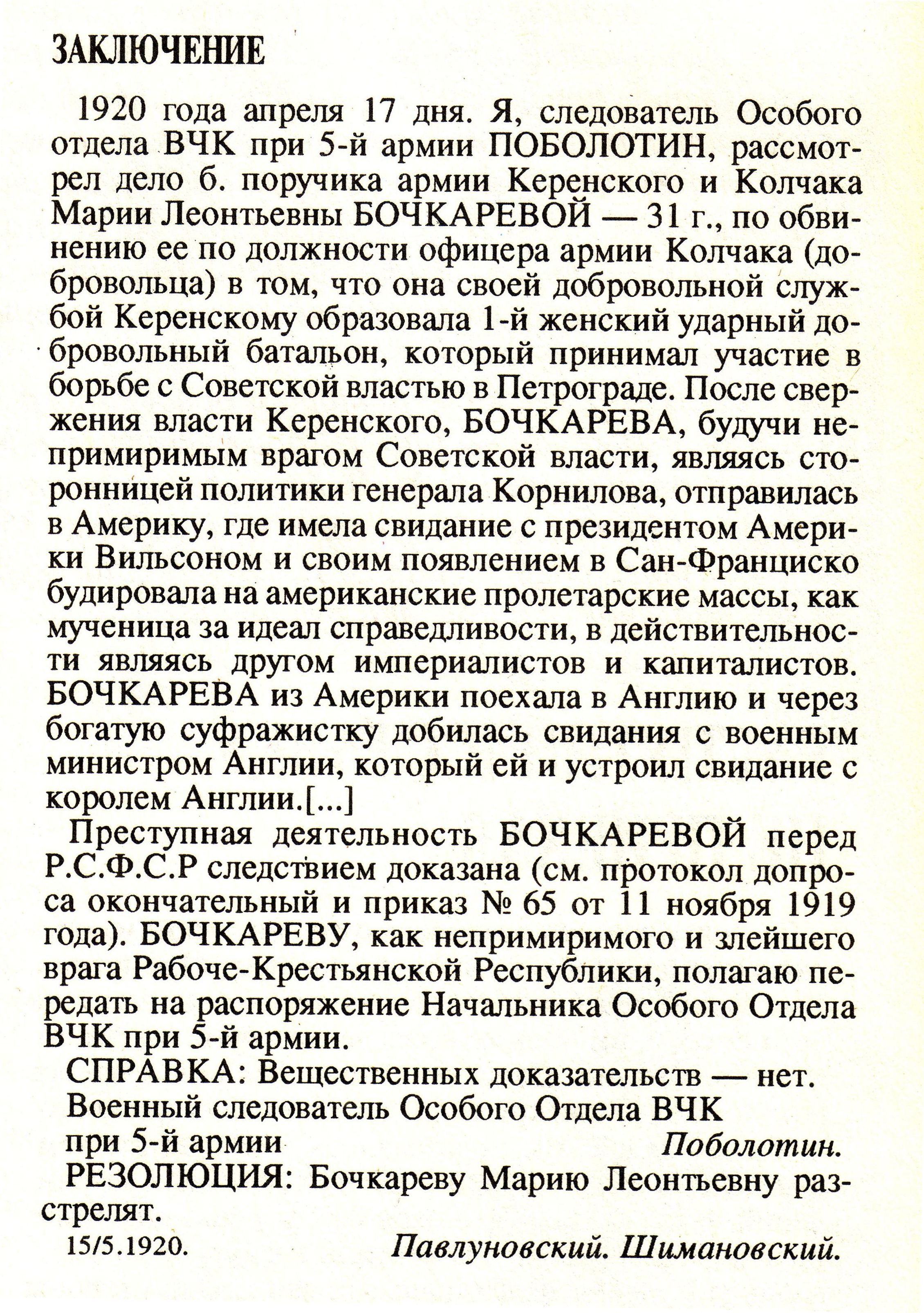
Приговор к расстрелу Особым отделом ВЧК 5-й советской армии. Красноярск, 1920

## Художественные фильмы
- Сотрудник ЧК (1963)
- Заговор послов (1965)
- Тихая Одесса (1967)
- Белый флюгер (1970)
- О друзьях-товарищах (1970)

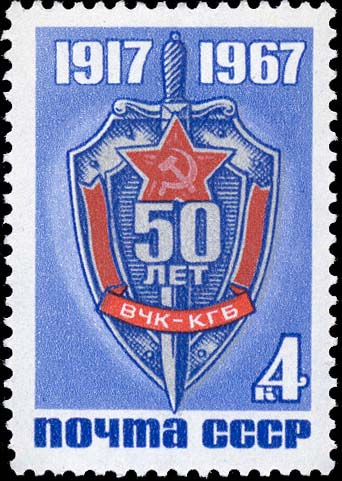
Почтовая марка СССР, в честь 50-летия ВЧК-КГБ

- Бриллианты для диктатуры пролетариата (1975)
- Крах операции «Террор» (1980)
- Синдикат-2 (1981)
- 20 декабря (1981)
- Без видимых причин (1982)
- Преодоление (1983)
- На крутизне (1985)
- На острие меча (1986)
- Чекист (1992)
- Секрет Анастасии (1997)

## Интересные факты
- Словосочетание «Чрезвычайная комиссия» употреблялось и в названии других организаций, например Чеквалап — Чрезвычайная комиссия по заготовке валенок и лаптей[40], Всероссийская Междуведомственная Чрезвычайная Комиссия по охране дорог (ВМЧК)[41].
- ЧК называли «карающим мечом революции»[42][43] или «щитом и мечом революции»[44][45].
- В честь сотрудников ВЧК в городах СССР названо несколько улиц и площадей.
- В честь ВЧК была названа тайная полиция Национальной фашистской партии Ceka[46].
- Сперва в ЧК работало очень много латышей. В конце 1918 года руководство ЧК вынуждено запретить сотрудникам латышской национальности командировки в Латвию, поскольку это угрожало парализовать работу ЧК. Оказывается, что абсолютное большинство латышей хочет вернуться на родину, а не работать в советской тайной полиции, а работа в советских учреждениях для многих латышей была единственной возможностью выжить[47][неавторитетный источник]

## Память

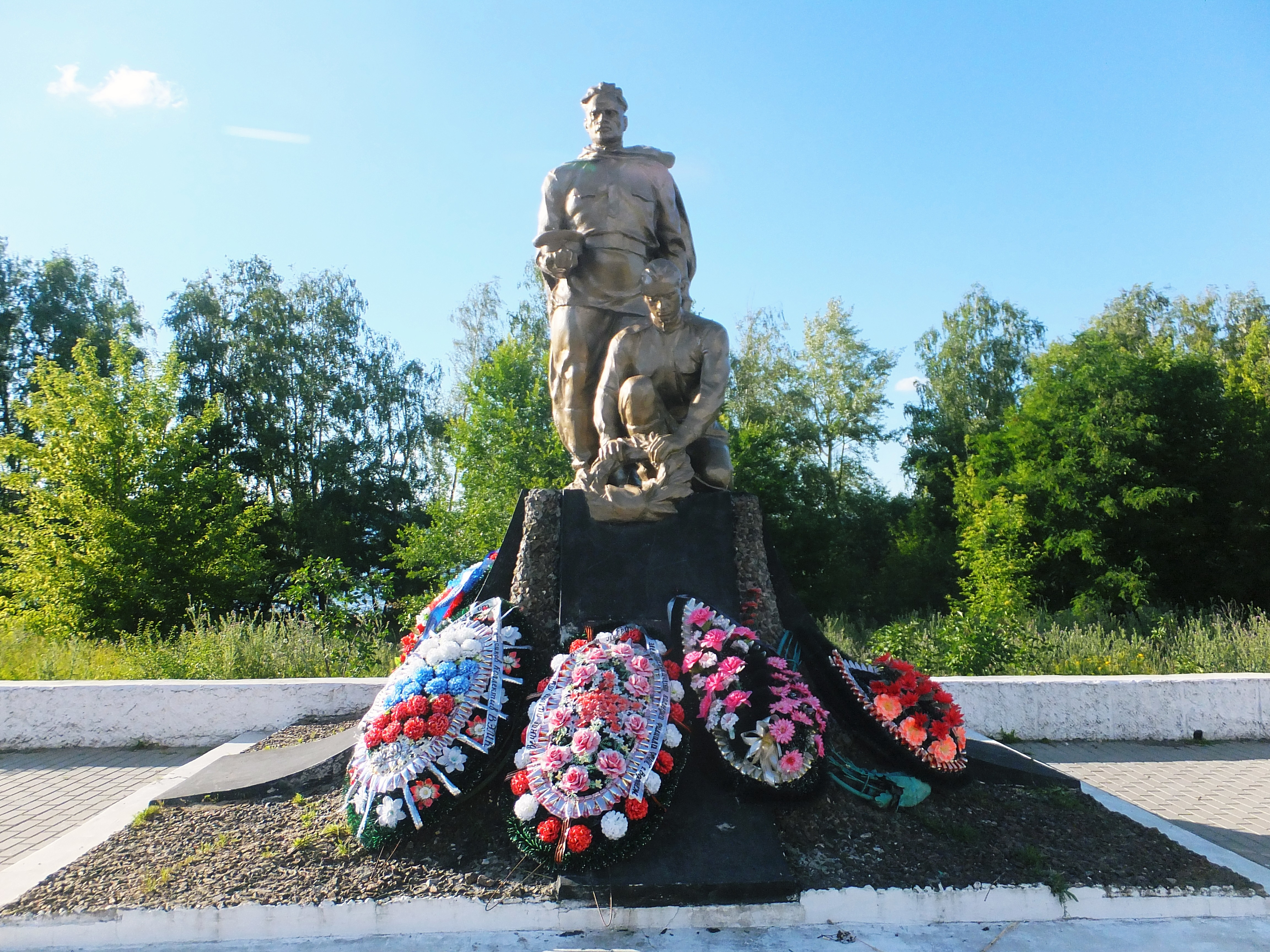
Памятник в Воронеже
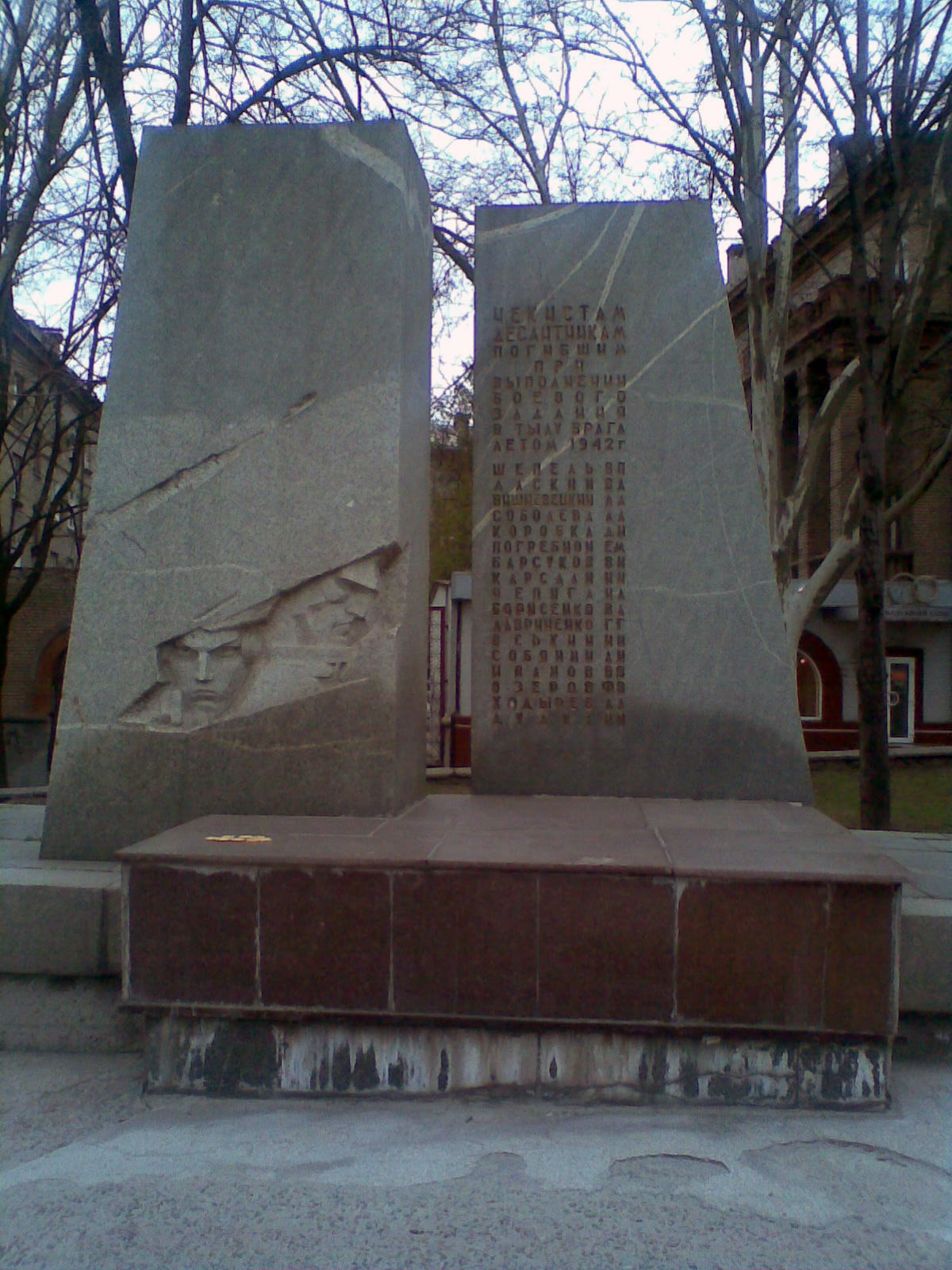
Памятник в Запорожье
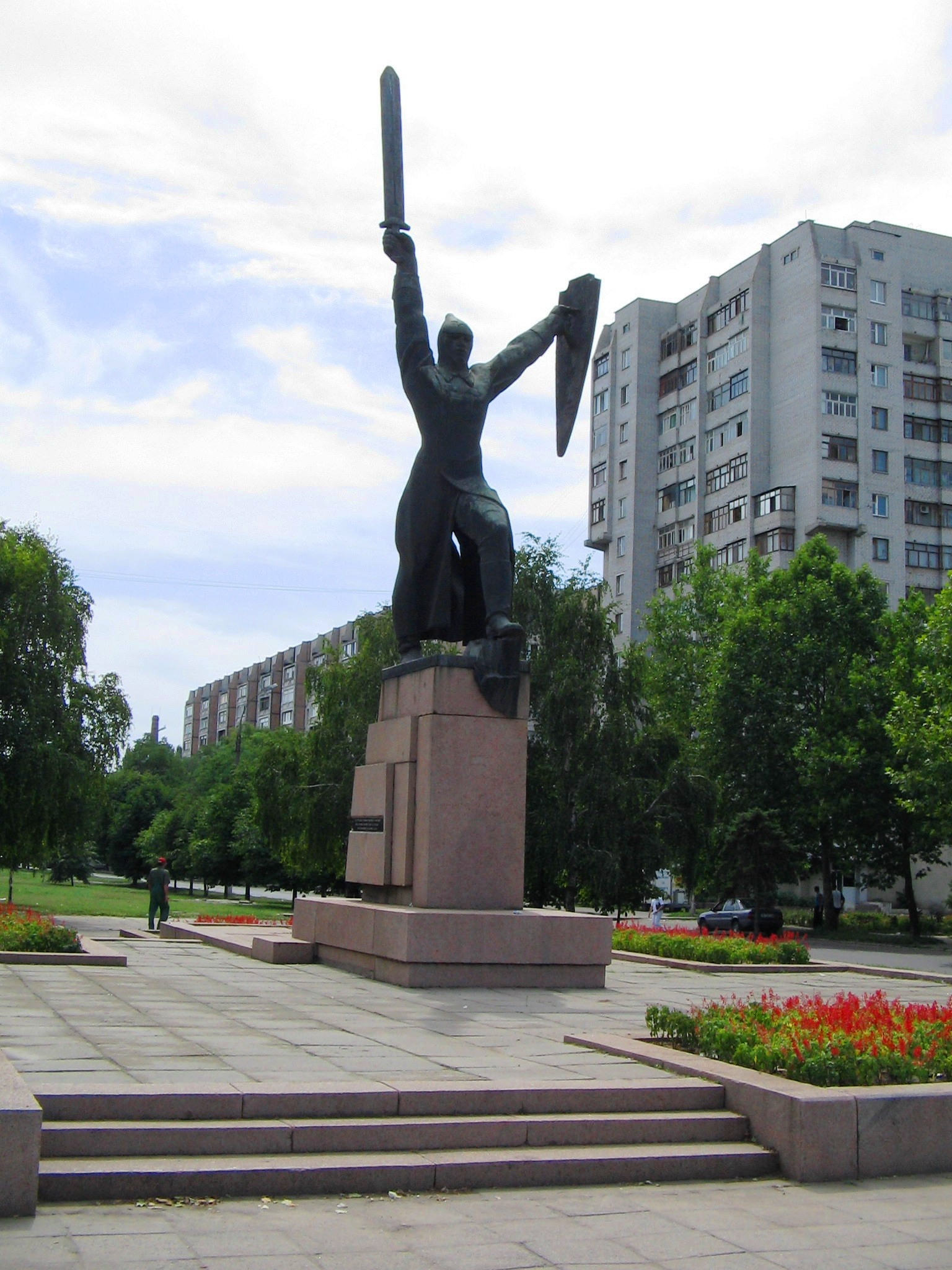
Памятник в Николаеве
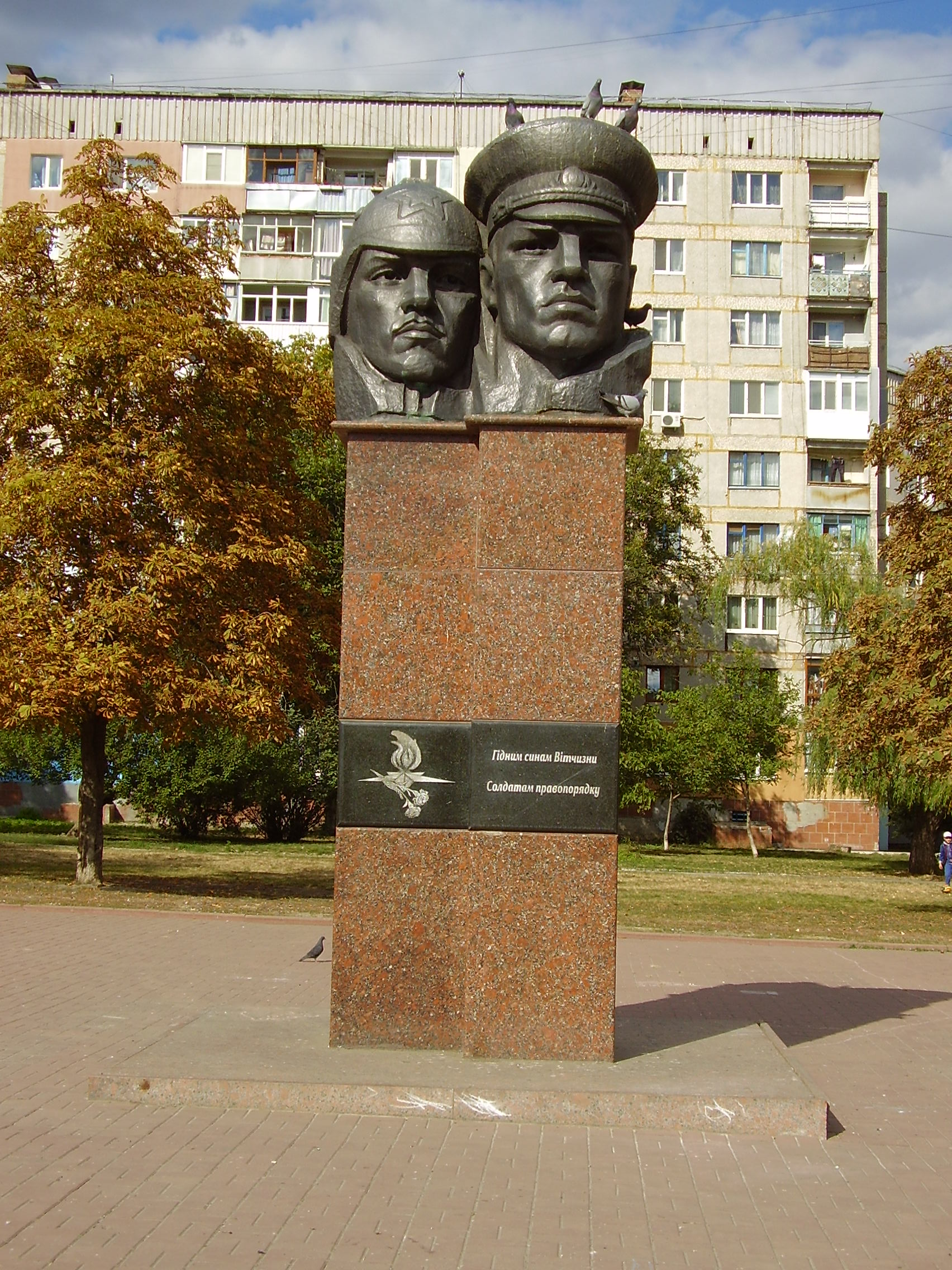
Памятник в Кропивницком

### Энциклопедия
- ВЧК. 1917-1922. Энциклопедия / Плеханов А. А., Плеханов А. М.. — М.: Вече, 2013. — 512 с. — ISBN 978-5-4444-0226-9.